# 圖斯恰諾河

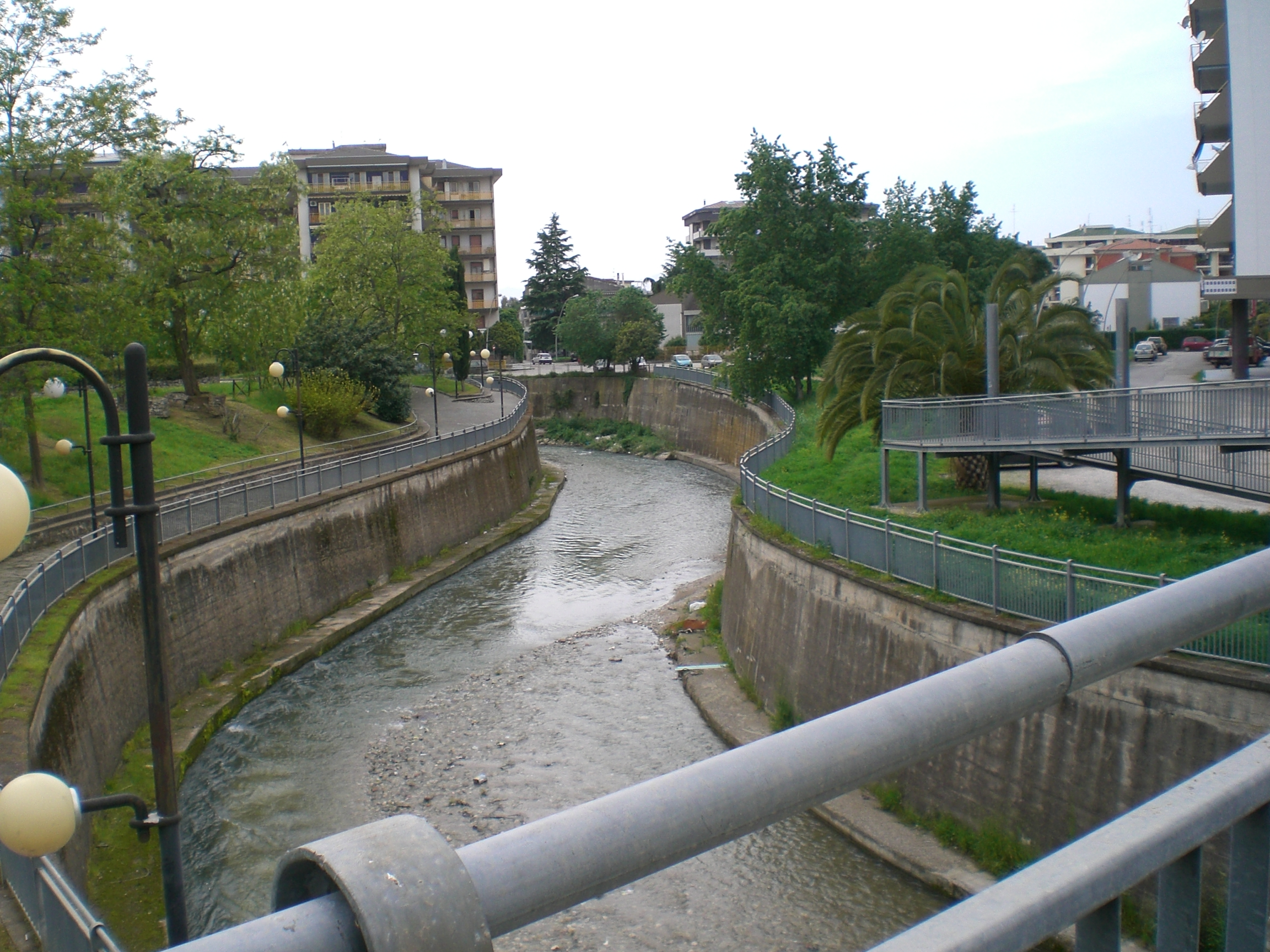

圖斯恰諾河是意大利的河流，位於該國南部卡拉布里亞，河道全長37公里，流域面積42平方公里，平均流量每秒0.3立方米，河畔城鎮有巴蒂帕利亞。
40°35′N 14°53′E / 40.583°N 14.883°E